# Alz
Az Alz folyó Dél-Németországban, Bajorországban. Seebruck közelében ered, az Inn jobb oldali mellékfolyója, amelybe beleömlik a Marktl .

## Települések az Alz mentén
- Altenmarkt an der Alz
- Trostberg
- Garching an der Alz
- Burgkirchen an der Alz

Az Alz Felső-Alzra (Obere Alz), valamint Alsó-Alzra (Untere Alz) van osztva. A Chiemsee-ig terjedő szakaszt nevezik Felső-Alznak (Obere Alz)nak.